# 飛躍、海へ
『飛躍、海へ』（ 原題： 飛躍情海、英：Love me,if you can ）は、2003年に製作された台湾映画。梁山伯と祝英台をベースにしている。
日本では、『第18回福岡アジア映画祭2004』 にて上映(7月10日・11日) され、グランプリを受賞した。　
　　　

## キャスト
- 小三(シャオサン)：王毓雅(アリス・ワン)
- 小英(シャオイン)：林依晨(アリエル・リン)
- 阿賓(アビン)：周群達(ダンカン・チョウ)
- 猪木：張立威